# Mohd Nazrulerwan Makmor
Mohd Nazrulerwan Makmor (ur. 4 maja 1980 w Serdang) – piłkarz malezyjski grający na pozycji obrońcy.

## Kariera klubowa
Karierę piłkarską Fauzi rozpoczął w klubie Melaka FA. W 2001 roku zadebiutował w jego barwach w pierwszej lidze malezyjskiej. Grał tam do końca 2002 roku, a na początku 2003 przeszedł do Melaki TMFC. Z kolei w 2004 roku grał w zespole Sabah FA. W połowie 2005 roku przeszedł do Selangoru FA, a w 2006 roku został piłkarzem Selangoru PKNS. W 2007 roku przeszedł do KL PLUS FC z miasta Petaling Jaya i wywalczył z nim w 2008 roku awans z Premier League do Super League. W 2009 roku podpisał kontrakt z Feldą United. Następnie grał w Pahang FA i Johor FA.

## Kariera reprezentacyjna
W reprezentacji Malezji Fauzi zadebiutował w 2006 roku. W 2007 roku został powołany do kadry na Puchar Azji 2007. Tam rozegrał 2 spotkania: z Chinami (1:5) i z Iranem (0:2).